# Dendrolagus goodfellowi
El canguro arborícola de Goodfellow (Dendrolagus goodfellowi) es una especie de marsupial diprotodóntido de la familia Macropodidae, a la que pertenecen todos los canguros y afines. Se incluye en el géneros Dendrolagus, junto a otras nueve especies. La especie es originaria de las selvas de Nueva Guinea, encontrándose principalmente en Papúa Nueva Guinea y solo en la zona fronteriza de Irian Jaya, de Indonesia. Según la clasificación de la UICN la especie se encuentra en peligro de extinción, debido al exceso de caza y la invasión humana de su hábitat. Su nombre conmemora al zoólogo británico que lo recolectó para la ciencia, Walter Goodfellow.

## Descripción y taxonomía
Al igual que los otros canguros arborícolas, el canguro arborícola de Goodfellow tiene una apariencia bastante diferente a la de los canguros terrestres. A diferencia de éstos no hay tanta desproporción entre la longitud de sus patas traseras y las delanteras, ya que las delanteras son fuertes y terminadas en garras ganchudas destinadas a agarrarse a los troncos de los árboles, y tienen una larga cola que les ayuda a equilibrarse. Estas características le ayudan en su vida predominantemente arborícola. El canguro arborícola de Goodfellow tiene un pelo corto y denso, cuyo color suele oscilar entre el castaño y el pardo rojizo en las partes superiores, crema en las inferiores incluidas las patas y la cara de color pardo grisáceo, su cola es larga y rubia, con franjas marrones variables, y tiene dos franjas crema que recorren su espalda longitudinalmente a ambos lados de la columna. Pesa aproximadamente 7 kg.
Se reconocen dos subespecies de canguro arborícola de Goodfellow:
- Dendrolagus goodfellowi goodfellowi
- Dendrolagus goodfellowi buergersi (canguro arborícola de Buergers)

## Comportamiento
El canguro arborícola de Goodfellow es lento y torpe en el suelo, desplazándose tanto andando como saltando con poca agilidad inclinándose hacia adelante para equilibrar el peso de su pesada cola. Sin embargo en los árboles se muestra atrevido y ágil. Trepa a los árboles sujetándose a los troncos con sus patas delanteras e impulsándose hacia arriba con sus poderosas patas traseras. Tiene una extraordinaria capacidad de salto y se sabe que llega a saltar cayendo en el suelo desde alturas de 9 metros sin lexionarse.

### Dieta
Aunque se alimenta principalmente de hojas de árboles Flindersia pimenteliana, se alimentan de otros recursos cuando están disponibles tales como diversos frutos, cereales, flores y otras plantas. Tienen un gran estómago que funciona como cuba de fermentación, de forma similar al estómago de las vacas y otros rumiantes herbívoros, donde las bacterias se encargan de digerir la fibra de las hojas y demás materias vegetales.

## Galería

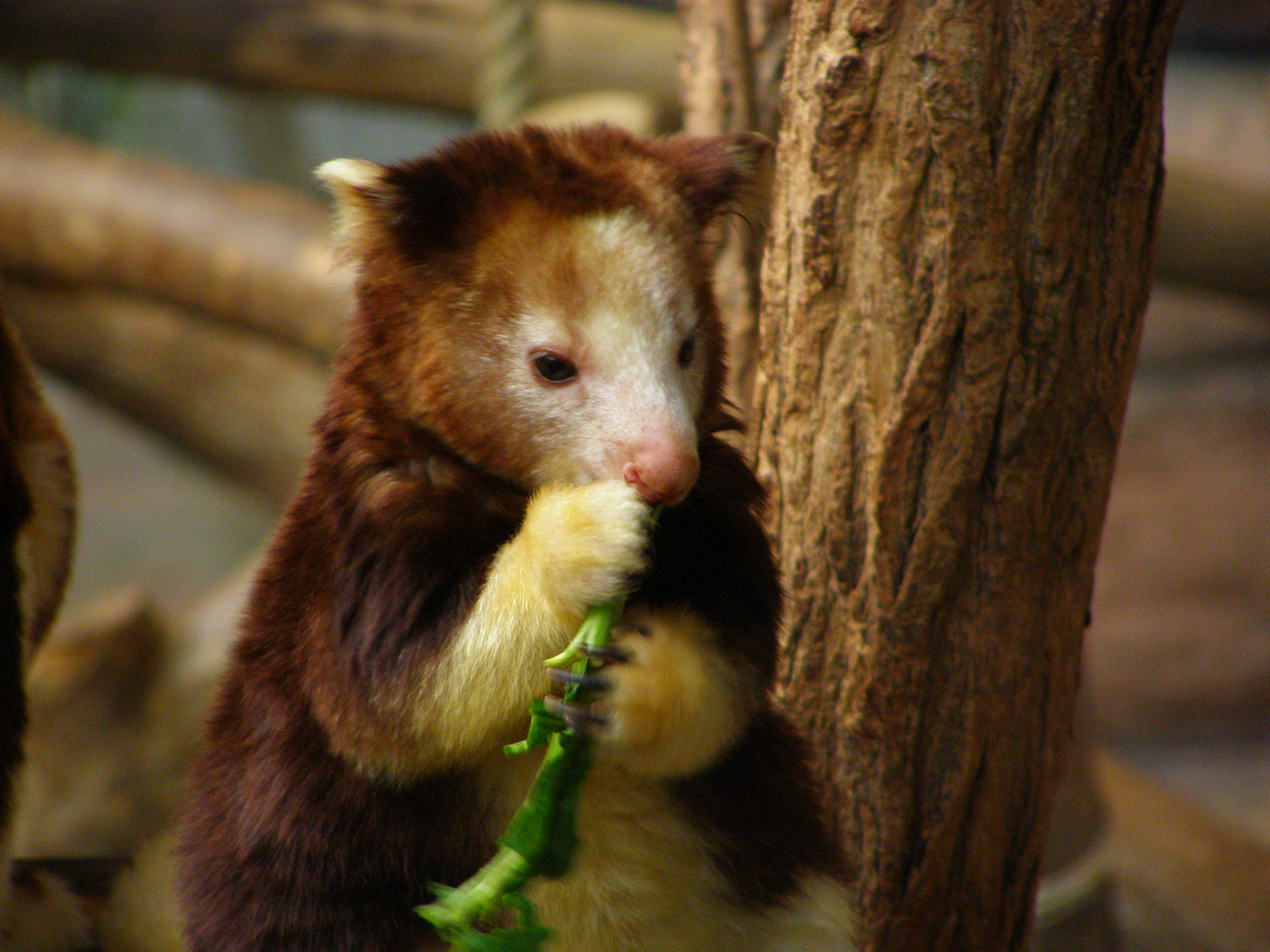
Dendrolagus goodfellowi alimentándose.
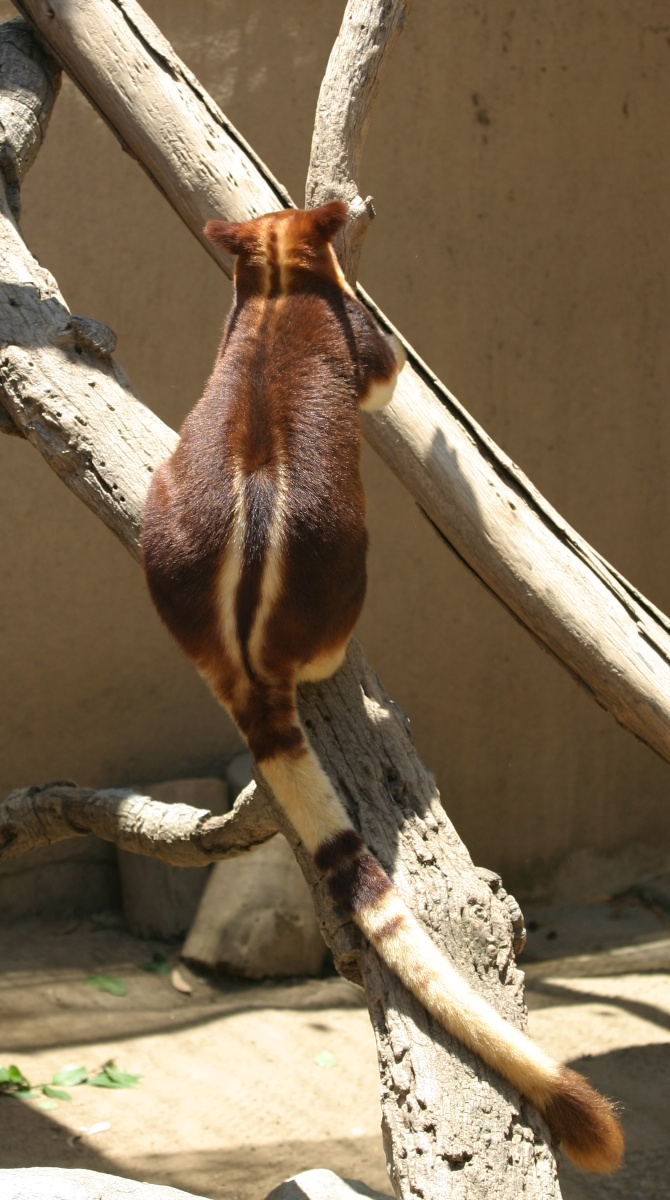
Detalle de la espalda
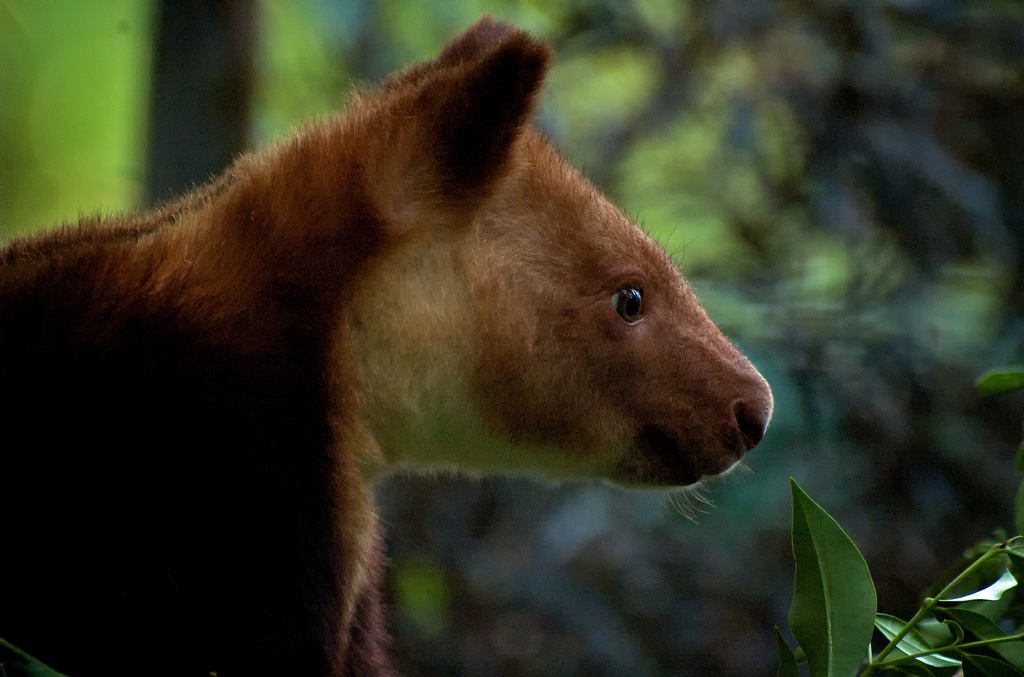
Adulto en el zoo de Perth, Australia
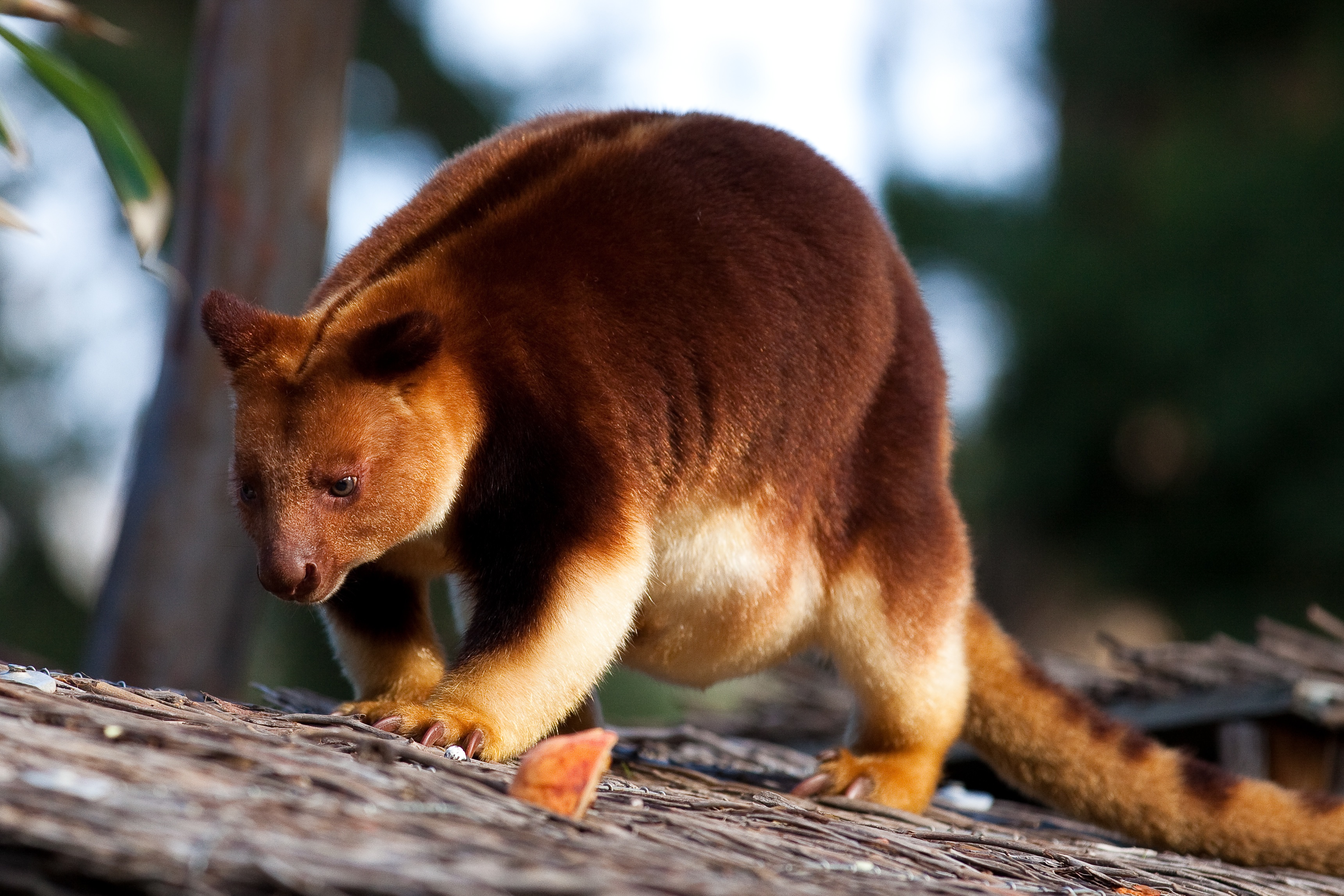
En el zoo de Melbourne, Australia